# توبي جارد
توبي جارد (بالإنجليزية:Toby Gard) ( ولد في عام 1972) هو مصمم شخصيات ألعاب فيديو إنجليزي ولد في إسكس ، إنجلترا . اشتهر بصنعه لشخصية عالمة الآثار البريطانية لارا كروفت و التي حصلت على جائزة موسوعة غينيس للأرقام القياسية كـ «أكبر شخصية إنسانية نجاحاً في ألعاب الفيديو» . بدأ عمله في شركة كور ديزاين و صمم الجزء الأول من سلسلة تومب رايدر في 1995 .

## روابط خارجية
- توبي جارد على موقع IMDb (الإنجليزية)
- توبي جارد على موقع قاعدة بيانات الفيلم (الإنجليزية)